# 華麗なる千拍子'99
『華麗なる千拍子'99』（かれいなるせんびょうし きゅうじゅうきゅう）は宝塚歌劇団の舞台作品。雪組公演。副題は「高木史朗作品より」。形式名は「グランド・レビュー」。22場。
監修は酒井澄夫、構成・演出は中村一徳。併演作品は『バッカスと呼ばれた男』。

## 解説
※『宝塚歌劇100年史（舞台編）』の宝塚大劇場公演参考。
1960年初演で、東京公演が芸術祭賞を受けた作品『華麗なる千拍子』の再演。世界巡りの構成になっており、宝塚の舞台の特徴を生かした伝統的なショースタイルを展開。タイトルに「'99」と付けたのは初演のエスプリはそのままに、1999年当時の時代に合致したリズム（千拍子）をテーマに、リメイクして再構成。

## 公演期間と公演場所
- 1999年11月12日 - 12月20日　宝塚大劇場[1]

## スタッフ
- 作曲・編曲[2]：西村耕次/甲斐正人/鞍富真一
- 音楽指揮[2]：佐々田愛一郎
- 振付[2]：名倉加代子/家城比呂志/藍エリナ/大谷盛雄
- 装置[2]：関谷敏昭
- 衣装[2]：任田幾英
- 照明[2]：勝柴次朗
- 音響[2]：加門清邦
- 小道具[2]：万波一重
- 効果[2]：木多美生
- 演出助手[2]：鈴木圭
- 装置補[2]：広森守
- 衣装補[2]：河底美由紀
- 舞台進行[2]：表原渉
- 舞台美術製作[2]：株式会社宝塚舞台
- 演奏[2]：宝塚管弦楽団
- 制作[2]：村上信夫

### オリジナルスタッフ
- 作・演出[2]：高木史朗
- 振付[2]：康本晋史/渡辺武雄/岡正躬/佐々木和男/県洋二
- 音楽[2]：中井光晴/入江薫/中元清純/河崎恒夫/高井良純/寺田瀧雄/南安雄
- 装置[2]：石濱日出雄
- 衣装[2]：静間潮太郎
- 照明[2]：今井直次

## 主な配役
- 歌う紳士S、千拍子の歌手、マタドールS、パイナップルの女王、リオの男S、ニューヨークの男S、デュエットの男S、パレードの紳士S - 轟悠[2]
- 淑女S、恋人、リオの女S、踊る女S、ニューヨークの女S、デュエットの女S、パレードの淑女S - 月影瞳[2]
- 紳士A、スタンリー、リオの男A、踊る男A、ニューオリンズの男A、ニューヨークの男A、花の紳士、パレードの歌手A - 香寿たつき[2]
- 紳士A、黒い影S、リオの男A、踊る男A、ギャルソン、パレードの歌手A - 汐風幸[2]
- 紳士・トリオ、マタドール、リオの男・歌手、リオの男A、モンマントルの歌手、パレードの歌手 - 安蘭けい[2]
- 紳士・トリオ、ジェイソン、踊る男A、リオの男A、踊る紳士、パレードの歌手 - 成瀬こうき[2]
- 紳士・トリオ、マタドール、踊る男A、リオの男A、アフリカの男、パレードの歌手 - 朝海ひかる[2]